# 文迪施里茨
文迪施里茨（德語：Wendisch Rietz）是德国勃兰登堡州的市镇，隶属于奥得-施普雷县，总面积为25.07平方千米，截至2020年总人口为1577人。